# Robert Doornbos
Robert Michael Doornbos (ur. 23 września 1981 w Rotterdamie) – holenderski kierowca wyścigowy. W sezonie 2005 Formuły 1 startował jako Monakijczyk.

## Kariera
W sezonie 2005 zadebiutował w Formule 1 jako kierowca Minardi. Po sezonie 2005 został kierowcą testowym Red Bull Racing, a po zerwaniu przez zespół kontraktu z Christianem Klienem, został potwierdzony na trzy ostatnie wyścigi sezonu 2006.
W sezonie 2007 nie znalazł dla siebie miejsca w Formule 1 i przeniósł się do Stanów Zjednoczonych do serii Champ Car, gdzie reprezentował barwy zespołu Minardi Team USA. W pierwszej rundzie sezonu na ulicznym torze w Las Vegas zajął 2. miejsce, dzięki czemu stał się pierwszym kierowcą od 1993 roku, który stanął na podium w debiutanckim wyścigu. W klasyfikacji generalnej zajął 3. miejsce, odnosząc dwa zwycięstwa.
Po połączeniu Champ Car z Indy Racing League w sezonie 2008 Minardi wycofało się z rywalizacji, a Robert przeszedł do nowo utworzonej serii Superleague Formula, w której kierowcy są sponsorowani przez znane kluby piłkarskie. Reprezentował w niej barwy klubu A.C. Milan i ukończył sezon na 3. miejscu.
W sezonie 2009 powrócił do Stanów Zjednoczonych i wystartował w serii IRL IndyCar w zespole Newman/Haas/Lanigan Racing. W trakcie sezonu przeniósł się do zespołu HVM Racing, kończąc go na 16. miejscu w klasyfikacji.

## Wyniki

### Formuła 1
| Rok  | Zespół          | Samochód     | Silnik                  | Wyniki w poszczególnych eliminacjach | Wyniki w poszczególnych eliminacjach | Wyniki w poszczególnych eliminacjach | Wyniki w poszczególnych eliminacjach | Wyniki w poszczególnych eliminacjach | Wyniki w poszczególnych eliminacjach | Wyniki w poszczególnych eliminacjach | Wyniki w poszczególnych eliminacjach | Wyniki w poszczególnych eliminacjach | Wyniki w poszczególnych eliminacjach | Wyniki w poszczególnych eliminacjach | Wyniki w poszczególnych eliminacjach | Wyniki w poszczególnych eliminacjach | Wyniki w poszczególnych eliminacjach | Wyniki w poszczególnych eliminacjach | Wyniki w poszczególnych eliminacjach | Wyniki w poszczególnych eliminacjach | Wyniki w poszczególnych eliminacjach | Wyniki w poszczególnych eliminacjach | Pkt. | Msc. |
| ---- | --------------- | ------------ | ----------------------- | ------------------------------------ | ------------------------------------ | ------------------------------------ | ------------------------------------ | ------------------------------------ | ------------------------------------ | ------------------------------------ | ------------------------------------ | ------------------------------------ | ------------------------------------ | ------------------------------------ | ------------------------------------ | ------------------------------------ | ------------------------------------ | ------------------------------------ | ------------------------------------ | ------------------------------------ | ------------------------------------ | ------------------------------------ | ---- | ---- |
| 2005 | Minardi F1 Team | Minardi PS05 | Cosworth TJ2005 3.0 V10 | Australia                            | Malezja                              | Bahrajn                              | San Marino                           | Hiszpania                            | Monako                               | Unia Europejska                      | Kanada                               | Stany Zjednoczone                    | Francja                              | Wielka Brytania                      | Niemcy                               | Węgry                                | Turcja                               | Włochy                               | Belgia                               | Brazylia                             | Japonia                              |                                      | 0    | 25   |
| 2005 | Minardi F1 Team | Minardi PS05 | Cosworth TJ2005 3.0 V10 | -                                    | -                                    | -                                    | -                                    | -                                    | -                                    | -                                    | -                                    | -                                    | -                                    | -                                    | 18                                   | NU                                   | 13                                   | 18                                   | 13                                   | NU                                   | 14                                   | 14                                   | 0    | 25   |
| 2006 | Red Bull Racing | Red Bull RB2 | Ferrari 056 2.4 V8      | Bahrajn                              | Malezja                              | Australia                            | San Marino                           | Unia Europejska                      | Hiszpania                            | Monako                               | Wielka Brytania                      | Kanada                               | Stany Zjednoczone                    | Francja                              | Niemcy                               | Węgry                                | Turcja                               | Włochy                               |                                      | Japonia                              | Brazylia                             |                                      | 0    | 24   |
| 2006 | Red Bull Racing | Red Bull RB2 | Ferrari 056 2.4 V8      | -                                    | -                                    | -                                    | -                                    | -                                    | -                                    | -                                    | -                                    | -                                    | -                                    | -                                    | -                                    | -                                    | -                                    | -                                    | 12                                   | 13                                   | 12                                   |                                      | 0    | 24   |

### Indianapolis 500
| Rok  | Nadwozie | Silnik | Start | Wynik | Uwagi                  |
| ---- | -------- | ------ | ----- | ----- | ---------------------- |
| 2009 | Dallara  | Honda  | 23    | 28    | Uszkodzenie po wypadku |

### Podsumowanie
| Sezon     | Seria                 | Zespół                         | Starty | PP | Zwyc. | Punkty | Pozycja |
| --------- | --------------------- | ------------------------------ | ------ | -- | ----- | ------ | ------- |
| 2002      | Niemiecka Formuła 3   | Team Ghinzani                  | 18     | 0  | 0     | 17     | 11.     |
| 2003      | Formuła 3 Euro Series | Team Ghinzani                  | 20     | 0  | 0     | 40     | 9.      |
| 2004      | Formuła 3000          | Arden International            | 10     | 0  | 1     | 44     | 3.      |
| 2005      | Formuła 1             | Minardi                        | 8      | 0  | 0     | 0      | 25.     |
| 2006      | Formuła 1             | Red Bull Racing                | 3      | 0  | 0     | 0      | 24.     |
| 2007      | Champ Car             | Minardi Team USA               | 14     | 0  | 2     | 268    | 3.      |
| 2008      | Superleague Formula   | Scuderia Playteam – A.C. Milan | 9      | 2  | 2     | 335    | 3.      |
| 2008/2009 | A1 Grand Prix         | A1 Team Netherlands            | 6      | 1  | 1     | 75     | 4.      |
| 2009      | IRL IndyCar Series    | Newman/Haas/Lanigan Racing     | 12     | 0  | 0     | 283    | 16.     |
| 2009      | IRL IndyCar Series    | HVM Racing                     | 5      | 0  | 0     | 283    | 16.     |

| Sezon | Zespół | Konstruktor      | Zgł. | PKT | P.   | P1 | P2 | P3 | Punkt. | PP | NO | NS | DK | NZ |
| --- | --- | ---------------- | ---- | --- | ---- | -- | -- | -- | ------ | -- | -- | -- | -- | -- |
| 2005 | Minardi F1 Team | Minardi-Cosworth | 6    | -   | 25   | -  | -  | -  | -      | -  | -  | 2  | -  | -  |
| 2006 | Red Bull Racing | Red Bull-Ferrari | 3    | -   | 24   | -  | -  | -  | -      | -  | -  | -  | -  | -  |
| Razem | 2 | 2                | 9    | -   | 1x24 | -  | -  | -  | -      | -  | -  | 2  | -  | -  |
| Sezon | Zespół | Konstruktor      | Zgł. | PKT | P.   | P1 | P2 | P3 | Punkt. | PP | NO | NS | DK | NZ |
| \| Legenda \| Legenda \| \| ------------------------------------------ \| ------------------------------------------------------------------------------------------------------------------------------------------------------------------------------------------------------------------------------------------------------------------------------------------------------------------------------------------------------------------------------------------------------------------------------ \| \| Zgł. PKT P. P1 P2 P3 Punkt. PP NO NS DK NZ \| Liczba zgłoszeń do wyścigów Liczba zdobytych punktów Pozycja zajęta w klasyfikacji generalnej Liczba zwycięstw Liczba drugich miejsc Liczba trzecich miejsc Wyścigi, w których kierowca punktował Liczba zdobytych pole position Liczba zdobytych najszybszych okrążeń Wyścigi, w których kierowca był niesklasyfikowany Wyścigi, w których kierowca był zdyskwalifikowany Wyścigi, do których kierowca się nie zakwalifikował \| | |                  |      |     |      |    |    |    |        |    |    |    |    |    |
| Legenda | |                  |      |     |      |    |    |    |        |    |    |    |    |    |
| Zgł. PKT P. P1 P2 P3 Punkt. PP NO NS DK NZ | Liczba zgłoszeń do wyścigów Liczba zdobytych punktów Pozycja zajęta w klasyfikacji generalnej Liczba zwycięstw Liczba drugich miejsc Liczba trzecich miejsc Wyścigi, w których kierowca punktował Liczba zdobytych pole position Liczba zdobytych najszybszych okrążeń Wyścigi, w których kierowca był niesklasyfikowany Wyścigi, w których kierowca był zdyskwalifikowany Wyścigi, do których kierowca się nie zakwalifikował |                  |      |     |      |    |    |    |        |    |    |    |    |    |